# Kriget vid världens ände
Kriget vid världens ände (La guerra del fin del mundo) är en roman från 1981 av den peruanske författaren Mario Vargas Llosa. Boken översattes till svenska 1984 av Jens Nordenhök.
Boken beskriver i romanform en verklig händelse – Upproret i Canudos – under 1800-talet i Brasilien: Mitt under den ekonomiska nedgången som följde efter torkan 1877 och slaveriets upphörande 1888 i provinsen Bahia i nordöstra Brasilien, blev de fattiga i provinsens utmarker attraherade av den karismatiske predikanten Antônio Conselheiro, el Consejero (”rådmannen”), i boken kallad Rådgivaren, med ett enkelt religiöst budskap, att världens undergång var förestående och att det politiska kaos som omgav det brasilianska kejsardömets fall var djävulens verk, liksom dess ersättare republiken.
Genom att ta över en hacienda i ett område fördärvat av den ekonomiska nedgången i Canudos byggde Rådgivaren och hans anhängare en stor stad, som de döpte till "Bela Monte" (vackra berget), och bekämpade upprepade och allt större militära expeditioner som sänts ut för att avlägsna dem. Allt eftersom statens våld emot dem ökar blir de själva allt våldsammare, och börjar även använda de moderna vapen som har använts emot dem. I en episk slutstrid skickas en hel armé in för att utplåna Canudus och en fruktansvärd och brutal strid med de fattiga börjar medan politikerna av den gamla ordningen ser sin värld förstöras i branden.
Vargas Llosa sägs ha inspirerats av romanen Os sertões (Markerna brinna) av krigskorrespondenten Euclides da Cunha som rapporterade om de verkliga händelserna.

### Fotnoter
1. ↑  På tryckortssidan tillägnas boken Euclides da Cunha och Nélida Piñon.

1. ↑  Kriget vid världens ände, sid 12.